# Xian d'Anfu
Le xian d'Anfu (安福县 ; pinyin : Ānfú Xiàn) est un district administratif de la province du Jiangxi en Chine. Il est placé sous la juridiction de la ville-préfecture de Ji'an.

## Démographie
La population du district était de 383 414 habitants en 1999.